# ادوارد لارسن
ادوارد لارسن (انگلیسی: Edvard Larsen; ۲۷ اکتبر ۱۸۸۱ – ۱۰ سپتامبر ۱۹۱۴) ورزشکار دو و میدانی اهل نروژ بود.